# Şehzade Mahmud Namik
Şehzade Mahmud Namik Efendi (turco ottomano: شهزاده محمود نامك; Istanbul, 23 dicembre 1913 – Il Cairo, 13 novembre 1963) è stato un principe ottomano, figlio di Şehzade Ömer Hilmi e nipote del sultano Mehmed V. 
 È salito all'attenzione mondiale per il suo processo e conseguente imprigionamento a causa del coinvolgimento in un complotto per rovesciare il presidente Nasser e restaurare la monarchia in Egitto.

## Origini
Şehzade Mahmud Namik nacque il 23 dicembre 1913 a Istanbul, nel Palazzo Dolmabahçe. Suo padre era Şehzade Ömer Hilmi, figlio minore del sultano ottomano Mehmed V, e sua madre la consorte Hatice Fidervs Gülnev Hanım. Aveva una sorella maggiore, Emine Mukbile Sultan.
Nel 1924 la dinastia ottomana venne esiliata.
Namik e la sua famiglia si trasferirono prima a Beirut in Libano, poi a Nizza in Francia e infine ad Alessandria d'Egitto, dove suo padre morì nel 1938.

## Complotto, arresto e processo
Namik divenne un membro attivo del gruppo Zohriya Set, che comprendeva membri delle famiglie reali egiziana e ottomana che desideravano rovesciare il presidente Nasser e restaurare la monarchia in Egitto, mettendo sul trono il principe Muhammad Abdel Moneim o suo figlio.
Nel 1956 Namik e sua cugina Neslişah Sultan si incontrarono a Saint Moritz per discutere dei possibili candidati al trono, circostanza confermata dall'ex agente britannico Julian Amery, che riferì anche di incontri anti-Nasser fra il principe e i dissidenti egiziani a Ginevra e nel sud della Francia.
Il 28 aprile 1958 Namik fu processato in contumacia e condannato a quindici anni di carcere, che non scontò subito perché in Europa, dove fece da mediatore nel combinare il matrimonio fra Faisal II dell'Iraq con la principessa Sabiha Fazile Hanımsultan, l'unica figlia del principe Muhammad Ali Ibrahim d'Egitto e della principessa Hanzade Sultan, sua parente. Il matrimonio non ci fu mai, perché Faisal venne assassinato in un colpo di Stato militare nel luglio 1958. Namik si trovava in Iraq in quel momento e venne catturato dai rivoltosi, che lo consegnarono a Nasser. Namık fu quindi trasportato in aereo a Il Cairo il 31 agosto 1958 per affrontare un nuovo processo ricevendo una condanna a quindici anni di reclusione nella prigione di Tora.

## Morte
Şehzade Mahmud Namik morì di ictus il 13 novembre 1963, dopo cinque anni di prigionia. Il funerale si tenne nel cortile di questa e venne sepolto prima nel mausoleo della moglie a Il Cairo e poi traslato nel mausoleo Mahmud II a Istanbul.

## Famiglia
Şehzade Mahmud Namik aveva una sola moglie:
- Şehrazad Hanım. Nata nel 1922, figlia di Ismail Ratib Bey e di sua moglie, la principessa Emine Bihruz, figlia del principe Ibrahim Rashid Fazil Pasha d'Egitto. Si sposarono nel 1939 e vissero a Maadi, a Il Cairo, in un modesto appartamento. Divorziarono nel 1947 e lei morì nel 1993. Ebbero un figlio:
  - Şehzade Ömer Abdülmecid Namik (4 giugno 1941, Alessandria d'Egitto - marzo 2003, Parigi). Ha sposato Beulah Banbury (8 aprile 1943 - 21 febbraio 2003, Parigi). Hanno avuto un figlio:
    - Şehzade Mahmud Francis Namik-Bambury (n. 27 aprile 1975 a Londra)